# Pat Angerer
Patrick Daniel "Pat" Angerer (31 de janeiro de 1987, Bettendorf, Iowa) é um ex jogador de futebol americano que atuava como linebacker na National Football League. Ele se profissionalizou em 2010, quando foi draftado pelo Indianapolis Colts. Angerer estudou na Bettendorf High School, em sua cidade natal, antes de ir para a Universidade de Iowa onde driblou contusões se tornou um dos melhores LBs da faculdade.

## Carreira na NFL

### Colts
No Draft de 2010 da NFL, Pat Angerer foi selecionado pelo Indianapolis Colts na 63ª escolha do recrutamento (draft).
Angerer se destacou já na pré-temporada de 2010 com 36 tackles e 2 sacks. Ele começou como reserva de Gary Brackett como MLB. Angerer teve sua primeira oportunidade como titular na semana 6 contra o Washington Redskins quando Brackett saiu machucado. Pat terminou aquele jogo com 11 tackles, um sack e dois passes defletidos.
Em 2011, Angerer começou como titular na posição de middle linebacker durante toda a temporada e liderou os Colts com 148 tackles.
Em 2012, lutando contra contusões, ele conseguiu apenas 28 tackles e um fumble forçado em 11 partidas.

### Falcons
Em julho de 2014, firmou um contrato de um ano com o Atlanta Falcons. Foi dispensado pouco antes da temporada.